# Сиамска бойна риба
Сиамската бойна риба (Betta splendens) е вид лъчеперка от семейство Osphronemidae. Видът е световно застрашен, със статут Уязвим.
Широко разпространена и отглеждана като домашен любимец.

## Разпространение
Разпространен е в Тайланд.